# Hankins (New York)
Hankins est une census-designated place du comté de Sullivan, dans l'État de New York, aux États-Unis. En 2020, elle compte une population de 129 habitants.